# ترصد الصحة العامة

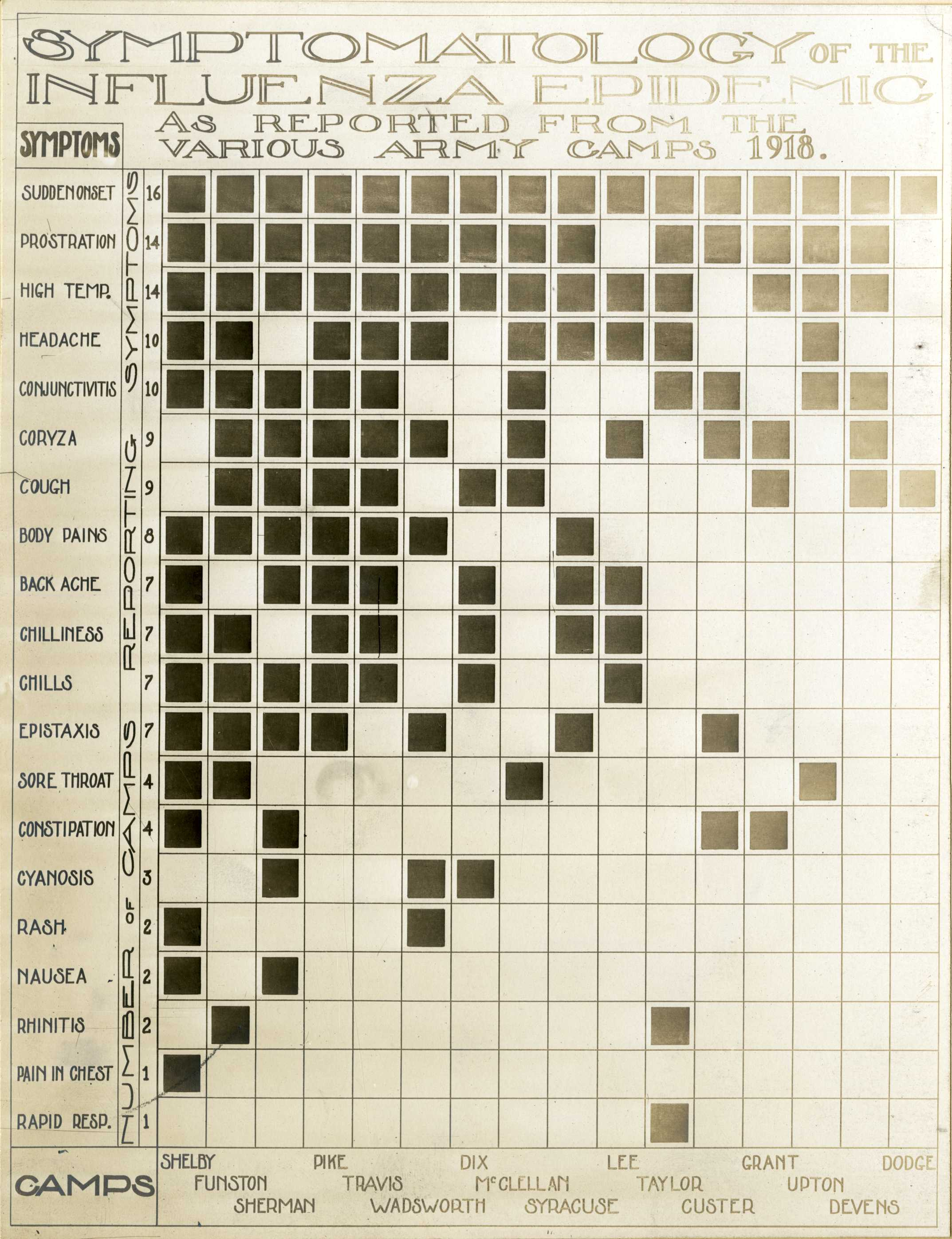

الرصد الوبائي أو ترصد الصحة العامة أو المراقبة السريرية أو مراقبة الصحة العامة، (بالإنجليزية: Public health surveillance)‏، يشير إلى مراقبة (مجموعات منهجية، تحليلية وتفسيرية) لبيانات صحية، سريرية، عن ملازمات، لها تأثير كبير على الصحة العامة، والتي تستخدم بعد ذلك باتخاذ القرارات حول السياسة الصحية والتثقيف الصحي. وهذا يختلف عن «المراقبة الفعلية» المطبقة على الأفراد.
للأمراض والحالات من قبل جميع المنشآت الصحية في منطقة معينة. يشمل نظام المراقبة النشط زيارة المنشآت الصحية ومراجعة التقارير الطبية ومقدمي الرعاية الصحية من أجل تحديد مرض أو حالة معينة. تُعتبر أنظمة المراقبة الساكنة أقل استهلاك للوقت ولا تتطلب تكلفة عالية لتشغيلها، إلا أنها عرضة لحدوث نقص في التقرير لعدد من الأمراض. تمثل أنظمة المراقبة النشطة الشكل الأنسب في الأوبئة أو حالات استهداف مرض معين بهدف القضاء عليه.
استُخدمت تقنيات مراقبة الصحة العامة بشكل خاص في دراسة الأمراض المعدية. عملت العديد من المنشآت الكبيرة، مثل منظمة الصحة العالمية ومراكز السيطرة على الأمراض والوقاية منها (سي دي سي)، على إنشاء قواعد البيانات والأنظمة الحاسوبية الحديثة (نظم معلومات الصحة العامة) القادرة على تتبع حالات تفشي الأمراض الناشئة ومراقبتها مثل الإنفلونزا، والسارس و«إتش آي في»، فضلًا عن الإرهاب البيولوجي، مثل هجمات الجمرة الخبيثة عام 2001 في الولايات المتحدة الأمريكية.
تمتلك العديد من المناطق والدول سجلات السرطان الخاصة بها، إذ تسعى إلى مراقبة معدل وقوع السرطانات من أجل تحديد انتشار هذه الأمراض وأسبابها المحتملة.
تُدمج الأمراض الأخرى، كالحالات التي تحدث لمرة واحدة مثل السكتة الدماغية، والحالات المزمنة مثل السكري والمشاكل الاجتماعية مثل العنف الأسري، بشكل متزايد في قواعد البيانات الوبائية التي تُسمى سجلات الأمراض. تخضع هذه السجلات لتحليل التكلفة والفائدة من أجل تحديد التمويل الحكومي الملائم لإجراء البحوث والوقاية.
تُستخدم الأنظمة القادرة على أتمتة عملية تحديد الأحداث الدوائية الضارة في الوقت الحالي، وتُقارن مع التقارير المكتوبة التقليدية عن مثل هذه الأحداث. تتقاطع هذه الأنظمة مع مجال نظم المعلومات الطبية، ويزداد تبنيها بشكل سريع من قبل المستشفيات إلى جانب دعمها من قبل المنشآت المسؤولة عن الإشراف على مقدمي الرعاية الصحية (مثل «جيه سي إيه إتش أو» في الولايات المتحدة). تستمر القضايا المتعلقة بتحسين الرعاية الصحية في التطور والتمركز حول مراقبة الأخطاء الطبية داخل المؤسسات.

## المراقبة السريرية
هي مراقبة، تستخدم التقنيات السريرية، لدراسة الأمراض المعدية، فالعديد من المؤسسات الكبيرة، مثل منظمة الصحة العالمية ومراكز مكافحة الأمراض واتقائها أنشأت قواعد بيانات، وأنظمة كمبيوتر حديثة (المعلوملتية للصحة العامة)، والتي يمكن أن تتبع وترصد تفشي الأمراض الناشئة مثل:
إنفلونزا، التهاب رئوي لانمطي حاد (سارس) ،فيروس نقص المناعة البشرية وحتى الإرهاب البيولوجي مثل هجمات الجمرة الخبيثة 2001 على وكالات فيدرالية في الولايات المتحدة.
العديد من المناطق والبلدان لها سجل السرطان الخاص بها لرصد حالات السرطان، وتحديد أسبابها المحتملة، وانتشار هذه الأمراض. الأمراض الأخرى التي تحدث لمرة واحدة مثل سكتة دماغيةمزمنة، وحالات الإدمان مثل السكري، وكذلك المشاكل الاجتماعية على هذا النحو من العنف المنزلي، التي تزداد بصورة كبيرة تصنف مع قواع بيانات الوبائيات التي تسمى سجلات الأمراض يتم استخدامها في تحليل التكاليف والمنافع لتحديد التمويل الحكومي للبحوث والوقاية.
العديد يرى هذه البيانات التحصيلية الصحية على أنها مفيدة بشكل كبير، لكن هذا النع من العمل في كثير من الأحيان يعد مثيراً للجدل لأن العديد من التدابير مثل ضبط جودة سنوات العمر وضبط جودة سنوات ألإعاقة تنطوي على قياس المنافع وفقاً لمفاهيم ذاتية مثل البقاء على قيد الحياة، ونوعية الحياة والقياسات الإنتاجية. وبالإضافة إلى ذلك المدافعون عن الحريات المدنية يعتقدون أنه إذا لم يتم الكشف عن وسيلة اختيار هذه السجلات فإن ذلك انتهاك للحرية المدنية على حد سواء للشخص والطبيب والمريض. ويجري تعزيز الرعاية الصحية التي تعتمد على السكان حيث يتم دمج السجلات ورصد النتائج الصحية الجارية على نحو متزايد.
الأنظمة التي تقوم بأتمتة عملية تحديد سلبيات المخدرات مستخدمة حالياً، ويتم مقارنتها بالتقارير التقليدية المكتوبة لهذه الأحداث نفسها. هذه النظم تتقاطع مع مجال المعلوماتية الطبية وتكيفت المستشفيات بسرعة مع استخدامها وأُيدت من قبل المؤسسات التي تشرف على مقدمي الرعاية الصحية مثل (اللجنة المشتركة في الولايات المتحدة). فيما يخص قضايا تحسين الرعاية الصحية بمراقبة الأخطاء الدوائية داخل المئسسلت فإنها قيد التطوير.

## مراقبة المتلازمات
انظر أيضًا: ترصد المرض
مراقبة المتلأزمات وتحليل البيانات الطبية لاكتشاف أو توقع تفشي الأمراض ووفقا لمركز السيطرة على الأمراض فإن تعريف مصطلح «مراقبة المتلازمات» هي المراقبة التي تستخدم البيانات الصحية ذات الصلة التي تسبق التشخيص وتشير إلى احتمال وجود تفشي للحصول على مزيد من الاستجابة للصحة العامة. عبر التاريخ كانت مراقبة المتلأزمات تحقق هدفاً هاماً وهو الكشف عن الحالات المحتملة للتفشي المرتبط بالإرهاب البيولوجي والمتزايد اكتشافها من قبل مسؤولي الصة العامة. المؤشرات الأولى لتفشي المرض أو هجوم بيولوجي قد لا تكون التشخيصات النهاية لمخبر أو طبيب.
باستخدام انتشار الإنفلونزا كمثال على ذلك، فبمجرد انتشار المرض يبدأ التأثير على السكان، والبعض يبعدهم عن المدرسة أو العمل، البعض الآخر قد يلجأ إلى يدلية ويأخذ أدوية بدون وصفة طبية والبعض قد يزور الطبيب أما البعض الآخر قد تكون حالته متهورة لدرجة أنه يتصل بغرفة الطوارئ. ويتم رصد البيانات لنظم مراقبة المتلأزمات من سجلات الغيب المدرسي ونظم الاتصال بحالات الطوارئ، ومن المستشفيات من سجلات بيع الأدوية بدون وصفة طبية، عمليات البحث على الإنترنت وغيرها من مصادر البيانات لكشف الحالات الغي عادية. عندما يلاحظ ارتفاع حاد في أحد تلك النشاطات يتم إبلاغ العاملين في مجال الصحة العامة عن وجود حالة.
الوعي المبكر وكشف الهجوم الإرهابي البيولوجي يمكن أن ينقذ العديد من الأرواح، وربما أيقاف أو إبطاء انتشار المرض.
نظم مراقبة المتلأزمات الأكثر فعالية في الوقت الحالي هي أنظمة تلقائية لا تتطلب إدخال معلوما منفصلة من الافراد (إدخال بيانات ثانوية)، أدوات تحليل فني تطورة، تجميع بيانات من مصادر متعددة عبر الحدود الجغرافية والسياسية وتتضمن أنظمة تنبيه تلقائية. نظام البحث بالاستعلام أول من اقترح استخام مراقبة المتلأزمات عبر غونتر ايسيندباتش الذي بدأ استخدام هذا النظام عام 2004. قامت جوجل بإطلاق فكرة اتجاهات جوجل للإنفلونزا مستوحاة من تلك التجارب المبكرة المذكورة لنظام المراقبة وذلك في عام 2008. تشير المزيد من البحوث ذات الصلة بالإنفلونزا إلى ارتفاع نشاط الإنفلونزا وهي قريبة جداً من نتائج مراكز مكافحة الأمراض واتقائها. وهي نتائج تسبق ب1-2 أسابيع لكنها تطابق النائج في الطبيعة الواقعية.
بالاعتماد على عمل جوجل أنشأ الباحثين مختبر الأنظمة الذكية في جامعة بريستول في المملكة المتحدة للكشف عن الإنفلونزا تقوم أداة النترنت المستخدمة باسترجاع المعلومات واستخدام أساليب الإحصاء والتحليل بالاستفادة من موقع تويتر لتحديد معدلات الإنفلونزا في المملكة المتحدة

## إنفلونزا نت
إنفلونزا نت هو نظام مراقبة المتلأزمات بناء على تقارير طوعية معروضة على الإنترنت. وسكان الدول المشاركة في هذا المشروع مدعوون للمشاركة بتقديم المعلومات بصورة منتظمة بشأن وجود أو عدم وجود أعراض ذات صلة بالإنفلونزا. يعمل النظام منذ عام 2003 في هولندا وبلجيكا. وقد أدى نجاح هذه المبادرة الأولى إلى تنفيذها عام 2005 في البرتغال تليها إيطاليا في عام 2008 والبرازيل والمكسيك والمملكة المتحدة في عام 2009.

## المراقبة المخبرية
بعض الحالات مثل داء السكري من المفترض أن تراقب بصورة روتينية مع الفحوصات المخبرية المتكررة.العديد من النتائج المخبرية على الأقل في أوروبا والولايات المتحدة يتم معالجتها آلياً بواسطة الحاسوب ونظم المعلومات المخبرية، حيث من السهل نسبياً مقارنة النتائج بقواعد البيانات لأغراض خاصة أو بسجلات الأمراض وذلك بتكاليف زهيدة.
وخلافاً لمعظم أنظمة مراقبة المتلأزمات الذي يفترض كون السجلات مستقلة عن غيرها، لكن في البيانات المخبرية ممكن أن تكون مرتبطة نظرياً إذا كانت تعود لمريض واحد.وبذلك يتم عمل تحليل زمني للنتائج المخبرية لكل مريض وتجميعها على مستوى السكان.
تسمح سجلات المخابر بتحليل حدوث وانتشار الحالة الهدف وبالتالي التجاه للمراقبة.على سبيل المثال المعاهد الوطنية للصحة تمول مشروع يسمى نظام معلومات فيرمدكس لمرض السكري لتسجيل القيم المخبرية للسكري للبالغين في ولاية فرمونت وشمال ولاية نيويورك في الولايات المتحدة يحوي على نتائج العديد من السنوات للآلاف من المرضى.
تتضمن البيانات قياس السكر في الدم، اختبار الهيموغلوبين الغليكوزيلاتي، الكولسترول ووظائف الكلى (مصل الكرياتينين والبروتين في البول)، واتخدمت لتحديد جودة الرعاية التي يحتاجها المريض والمدرب والسكان بشكل عام حيث تحتوي البيانات على اسم كل مريض وعنوانه، كما يتم استخدام نظام اتصال مباشر مع المريض عندما تدل البيانات المخبرية على ضرورة ذلك، حيث يتم توليد رسالة غلى المريض تبلغه بوجود ضرورة لاتخاذ إجراءات جديدة طبية. النتائج المتأخرة في الوصول يصدر عنها أيضا رسائل تنبيه بضرورة أداء الاختبار. يولد النظام أيضاً تنبيهات وتحذيرات بتزويد الجدول الدوري لكل مريض ببطاقة تفيد في تلخيص الوضع الصحي للسكان بشكل عام.
وهناك نظام مماثل في مدينة نيويورك استخدم لرصد ما يقدر ب 600000 مريض سكري، وخلافاً للنظام في فيرمونت لايستطيع المريض الوصول لإلى قاعدة البيانات للحصول على بياناته في مدينة نيويورك. وتهدف إدارة مدينة نيويورك للصحة النفسية والنظافة إلى ربط المزيد من المرضى بخدمات النظام إضافة إلى تسجيل المعلومات الصحية وتحسين فرص الحصول على خدمات الرعاية الصحية. وعدت وزارة صحة مدينة نيويورك بأن من شأن التسجيل التقليل من خطر العمى، الفشل الكلوي، بتر الساق والوفاة المبكرة بين الناس بسبب مرض اللسكري. واعتباراَمن 2010 قدمت الوزارة أدلة قوية على صحة هذه التأكيدات.
في مايو 2008 وافق مجلس مدينة سان انطونيو بولاية تكساس على نشر فكرة التسجيل والمراقبة في مقاطعة بيكسار بإذن من المجلس التشريعي ووزارة الصحة بولاية تكساس وعينت سان أنطونيو منطقة عاصمة الصحة بدأت بتنفيذ التسجيل اعتماداً على نتائج المختبرات السريرية في سان أنطونيو في حال نجاحها سيتم التوسيع إلى باقي مانطق تكساس.
ويختلف السبب الحقيقي للمراقبة المخبرية عن المراقبة الواسعة للسكان بمرض السكري حيث في الأول تتم المراقبة للمرضى الذين يخضعون أصلاً للعلاج الطبي وقد قاموا باختبارات السكر في المخبر بينما تتجاهل بالوقت نفسه المرضى الذين لم يخضعوا للفحوصات والذين غالباً هم الأكثر عرضة للخطر. وهذا يحد من قدرة مسؤولي الصحة العامة لتنفيذ التدخلات التي تكون فعالة على مستوى السكان ككل.